# Памятник Тарасу Шевченко (Куритиба)
Памятник Тарасу Шевченко (укр. Пам'ятник Тарасові Шевченку) — монумент, воздвигнутый в честь украинского поэта, прозаика, художника и этнографа Тараса Григорьевича Шевченко в бразильском городе Куритиба.

## История
В Бразилии, где проживают компактные группы украинских эмигрантов и их потомков, в том числе в штате Парана установлено четыре памятника Т. Г. Шевченко - в городах Прудентополис, Куритибе, Порту-Алегри и Униао-да-Витория.
Памятник Т. Г. Шевченко в Куритибе — бронзовая фигура поэта в полный рост на гранитном постаменте. Установлен и торжественно открыт 29 октября 1967 года. Монумент является одним из первых скульптур украинскому поэту не только в Южной Америке, но и во всем мире.
Автор памятника — скульптор Шарль Андре.